# Ali Bentelli
Ali Bentelli – tunezyjski zapaśnik walczący w obu stylach. Srebrny i brązowy medalista mistrzostw Afryki w 1985 roku.